# Christian Heinrich Gottlieb Köchy
Christian Heinrich Gottlieb Köchy (* 24. April 1769 in Schliestedt; † 18. August 1828 in Braunschweig) war ein deutscher Rechtswissenschaftler.

## Leben
Köchy erhielt um 1794 an der Universität Leipzig den juristischen Magistergrad. Anschließend kam er an die Universität Helmstedt, an der er zum Doktor der Rechte promoviert wurde, bevor er sich 1800 an der Universität Jena habilitierte. Er lehrte anschließend drei Jahre in Jena als Privatdozent, bevor er 1803 einen Ruf als Professor der Rechtsgelehrsamkeit im Range eines Oberlehrers an das Mitauer Gymnasium Academia Petrina annahm. Bereits 1801 wurde er Mitglied der Akademie gemeinnütziger Wissenschaften zu Erfurt.
Köchy folgte 1805 einem Ruf als Professor des est- und finnländischen Rechts an die Kaiserliche Universität Dorpat. Außerdem erhielt er dort den Titel Hofrat verliehen. Er war insgesamt sechsmal Prorektor der Hochschule. Am 5. Mai 1817 wurde er aus dem Professorenamt entlassen, nachdem er zusammen mit Kollegen einem wohlhabenden Petersburger regelwidrig die juristische Doktorwürde verschafft hatte. Er war in der Folgezeit kurz als Privatlehrer in Königsberg, dann als Sprachlehrer und Erzieher in St. Petersburg, Hamburg, London, Madrid und Paris tätig. In Paris war er außerdem als Korrektor in der Didotschen Druckerei tätig.
Köchy wurde in Wolfenbüttel Advokat und Prokurator. Allerdings kam er mit der praktischen Rechtsanwendung nicht zurecht. Er wendete sich vermehrt der Schriftstellerei zu, arbeitete um 1824 für den Vogler-Verlag in Halberstadt und nahm noch 1824 eine Stelle als Korrektor beim Voigt-Verlag in Ilmenau an. Im November 1825 ging er in gleicher Eigenschaft zum Vieweg Verlag nach Braunschweig.
In den Jahren ab 1823 stand Köchy zusammen mit seinem Halberstädter Arbeitgeber Vogler im Mittelpunkt eines Literaturskandals. Beide hatten unter dem Pseudonym „Friedrich Glover“, in einer gut verkauften Schmähschrift, Johann Wolfgang von Goethe politisch, literarisch und persönlich verunglimpft (u. a. wurde Goethe in einen Ermöglichungskontext des Mordanschlages auf August von Kotzebue gerückt). Darüber hinaus wurde dem damaligen Kurator der Universität Dorpat und frühem Freund Goethes Friedrich Maximilian Klinger eine positive Widmung zu dieser Schrift fälschlich unterstellt, die derselbe umgehend öffentlich zurückweisen ließ.
Köchy war in Dorpat für drei Jahre mit der Tochter von Wilhelm Friedrich und Charlotte von Hezel verheiratet. Aus der Ehe ging der Sohn Wilhelm Köchy hervor.

## Werke (Auswahl)
- Meditationen über interessante Gegenstände der Civilrechtsgelahrtheit, Leipzig 1795.
- Thesaurus jur. saxonici, 1796–1797.
- Theoretisch-practischer Commentar über die Pandecten nach Anleitung des Hellfeldschen Lehrbuchs, 4 Bände, Barth, Leipzig 1796–1802.
- Göthe als Mensch und Schriftsteller, 2. Auflage, Vogler 1824.

Außerdem war er 1824 Herausgeber der Zeitung Der Halberstädter Courier.